# 苔山龍王
苔山龍王（こけやまりゅうおう）は、大阪市西成区にある神社である。

## 由緒
- 織田信長時代の土佐藩のある家老夫妻が、この地にて返り討ちに遭い、また、後に天下茶屋近辺が戦場になったことがあり、その彷徨った霊を慰めるために慶安3年徳川家光によって碑が建てられたのを緒とする。
- しかし、長い年月が経つうち、碑が倒れ、橋の一部と化した。そのせいか、その橋を渡った者は、事故が多く起こっていたという。
- 昭和4年、南海の線路改修の折、地形改良をした際、この碑がでてきた。
- 過去、事故が多いのは、この仏罰のせいであるとして、発見当時の町名「苔山町」から名を取り、苔山龍王と名付けられた。

## 交通機関
- 阪堺電気軌道阪堺線 松田町停留場 徒歩4分
- 南海本線・Osaka Metro堺筋線 天下茶屋駅 徒歩5分
- Osaka Metro四つ橋線 花園町駅 徒歩6分